# Paracestracion
Paracestracion ist eine ausgestorbene, nah mit den rezenten Stierkopfhaien (Heterodontus) verwandte Haigattung aus dem mittleren und oberen Jura. Fossilien der Gattung wurden in Deutschland (Solnhofen) und England gefunden.

## Merkmale
Die Vertreter der Gattung Paracestracion waren kleine Haie, die den rezenten Stierkopfhaien stark ähnelten. Ihre Gestalt war schlank, der Kopf relativ groß und eckig. Die Brustflossen waren relativ groß. Paracestracion-Arten unterschieden sich von Heterodontus-Arten lediglich durch ihre Zähne, die einen mittleren Grat aufwiesen, und die Dornen, die sich jeweils vor beiden Rückenflossen befanden. Die Rückenflossendornen zeigten bei Paracestracion eine seitliche Körnung. Das Maul war vorn mit kleinen, spitzen Zähnen, hinten mit abgeflachten Mahlzähnen besetzt. Wie die heutigen Stierkopfhaie waren die Vertreter der Gattung Paracestracion wahrscheinlich träge Grundfische, die sich hauptsächlich von Muscheln, Seeigeln und anderen hartschaligen Tieren ernährten.

## Arten
- Paracestracion bellis
- Paracestracion falcifer
- Paracestracion sarstedensis
- Paracestracion viohli